# Zaviša Milosavljević
Zaviša Milosavljević, cyr. Завиша Милосављевић (ur. 14 lipca 1961 w Borze, Jugosławia) – serbski trener piłkarski.

## Kariera trenerska
W 1986 rozpoczął pracę szkoleniowca. Najpierw przez wiele lat pracował z dziećmi. Pomagał trenować piłkarzy Dinama Zagrzeb. Prowadził Dinamo Mogren i FK Bor. Od 2001 do 2002 z sukcesem kierował APR FC z Rwandy. Następnie przez 4 lata pracował z juniorskimi i młodzieżowymi reprezentacjami Serbii. Od 2007 do 2009 obejmował stanowisko selekcjonera narodowej reprezentacji Lesotho. W listopadzie 2011  został zaproszony na stanowisko selekcjonera narodowej reprezentacji Pakistanu, którym kierował do czerwca 2013. 25 stycznia 2014 stał na czele kirgiskiego Dordoju Biszkek. 27 października 2015 podał się do dymisji.

## Sukcesy i odznaczenia

### Sukcesy trenerskie
APR FC
- mistrz Rwandy: 2001
- zdobywca Pucharu Rwandy: 2002

Dordoj Biszkek
- mistrz Kirgistanu: 2014
- wicemistrz Kirgistanu: 2015
- zdobywca Pucharu Kirgistanu: 2014
- zdobywca Superpucharu Kirgistanu: 2014